# Robert Johnston
Robert Johnston (* 14. Oktober 1818 in Rockbridge County, Virginia; † 6. November 1885 in Harrisonburg, Virginia) war ein konföderierter Politiker.
Johnston war vor Ausbruch des Sezessionskriegs in der State Legislature von Virginia tätig und vertrat nach der Sezession seines Staates diesen im Provisorischen, dem 1. und dem 2. Konföderiertenkongress. Nach dem Krieg war er von 1880 bis 1885 als Richter in Virginia tätig.
Johnston verstarb in Harrisonburg, Virginia an Tuberkulose und wurde auf dem Woodbine Cemetery beigesetzt.